# Васил Ошавков
Васил Ошавков е битолски фотограф от началото на XX век.

## Биография
Васил Ошавков е роден в 1872 година в западномакедонския българо-албански град Дебър. По произход е от големия български род Ошавкови. Емигрира в Румъния при роднини и изучава фотографския занаят. Връща се в Дебър и в началото на XX век отваря фотографско студио в града. В 1920 година Васил заедно със своето семейство се преселва в Битоля и отваря там студио, регистрирано под името „Фото ателие Васил Ошавкович и синове“, а след смъртта му ателието се ръководи от синовете му Зафир (1905, Дебър – 1996, Битоля), който в 1928 година изучава занаята в Скопие, и Фердинанд (1910, Дебър – 1996, Битоля) като „Фото ателие Братя Ошавкови“.